# 白雲守端
白雲守端（はくうん しゅたん、1025年（天聖3年） - 1072年（熙寧5年））は、宋代に活動した臨済宗楊岐派の禅僧。楊岐下2世。
天聖3年（1025年）に衡州衡陽県にて生誕。俗姓は周氏。茶陵仁郁の許で出家した後、諸方を行脚、楊岐方会に就いてその法嗣となった。江州承天禅院、円通崇勝禅院、舒州法華山証道禅院、竜門山乾明禅院、興化禅院のほか、白雲山海会禅院で住持となった。熙寧5年（1072年）寂。法嗣に五祖法演のほか、保福某殊（法名の上の文字は知られていない）、香山慧常、崇勝瑞珙や天柱処凝らがいる。その語録に白雲守端禅師語録、白雲端和尚広録ならびに白雲端和尚語要があり、建中靖国続灯録巻14に記事がある。